# Anotogaster myosa
Anotogaster myosa – gatunek ważki z rodziny szklarnikowatych (Cordulegastridae). Występuje w Chinach; opisał go James George Needham w 1930 roku w oparciu o pojedynczy okaz samicy odłowiony w dolinie Yu Chi. Wymiary holotypu: długość odwłoka 65 mm, długość tylnego skrzydła: 56 mm.